# Owamboland
Owamboland, tidigare även kallat Ambolandet, är ett flackt stäppland i norra Namibia och södra Angola. 
Med Owamboland avses numera vanligen endast den del som är belägen i Namibia, som från 1884 fram till första världskrigets dagar var en tysk koloni, Tyska Sydvästafrika. Efter första världskriget blev området ett mandat under Nationernas förbund, senare under Förenta nationerna, som förvaltades av Sydafrika. Inbördeskrig rådde från slutet av 1950-talet fram till landets självständighet 1990, då den nya nationen tog namnet Namibia. Ombildningen till en självständig republik skedde genom en FN-operation som leddes av Martti Ahtisaari, specialsändebud för världsorganisationens generalsekreterare. Owamboland har numera delats upp på fyra län (regioner): Omusati, Oshana, Ohangwena och Oshikoto. Som ett mått på det finländska inflytandet i norra Namibia anges det faktum, att var femte person i området bär ett finskt förnamn.
Finska Missionssällskapet inledde sin verksamhet i Owamboland 1870. Motståndet från de inföddas sida gjorde, att man till en början var tvungen att koncentrera sig endast på ndongastammen i sydost. De första dopen förrättades 1883, varefter en regelrätt församling kunde bildas; denna hade vid sekelskiftet 1900 725 medlemmar. Missionärerna, främst bland dem centralgestalten Martti Rautanen, utvecklade ett skriftspråk av ndongadialekten och nedlade ett ihärdigt arbete på att få till stånd religiös litteratur på folkspråket. Först utkom en abc-bok (1877), sedan bland annat lilla katekesen och 1903 Nya testamentet. Detta år utsträckte missionssällskapet sin verksamhet till stammarna i väster.
Andra viktiga milstolpar var grundandet av ett boktryckeri 1901, den första finländska läkarens ankomst 1908 och inrättandet av ett lärarseminarium 1913. Ndongahövdingen döptes 1912, och som en följd av detta och av väckelser efter första världskriget steg de omvändas antal starkt. De första infödda prästerna vigdes 1925, och samtidigt organiserade sig kyrkan och fick sina första lagar. 1930-talet förde med sig en utvidgning av skolväsendet. Under andra världskriget var förbindelserna med Finland brutna, och efter kriget gick kyrkan mot allt större oavhängighet. Den bildade en självständig kyrka (tidigare kallad den evangelisk-lutherska Owambokavangokyrkan) 1954, erhöll medlemskap i Lutherska världsförbundet 1958 och fick 1963 en egen infödd ledare (biskop). Som mest, i början av 1970-talet, hade Finska missionssällskapet omkring 120 utsända i Owamboland. Sedan dess har den namibiska kyrkan och staten allt mer kommit in och övertagit dess verksamhet. Namibias evangelisk-lutherska kyrka (ELCIN) har drygt 650 000 medlemmar (2005) i över hundra församlingar.
Missionen bedrevs till en början bland de jordbrukande bantustammarna, och utsträcktes först på 1950-talet till det nomadiserande sanfolket i Kalaharis glest bebodda områden, vilka som en följd härav utsattes för en svårartad kulturkrock. År 2001 slöt de evangelisk-lutherska kyrkorna i Finland och Namibia ett samarbetsavtal.